# 瓦卡魯薩鎮區 (堪薩斯州道格拉斯縣)
瓦卡魯薩鎮區（英語：Wakarusa Township）為美國堪薩斯州道格拉斯縣轄下的鎮區。2010年美国人口普查中此鎮區人口有2,318人。

## 地理
瓦卡魯薩鎮區涵蓋總面積為111.8平方（43.17平方英里），其中陸地面積為108.2平方（41.77平方英里），水域面積為3.6平方（1.40平方英里）或3.24%。海拔高度264（866英尺）。

## 人口統計
根據2010年美國人口普查，瓦卡魯薩鎮區人口有2,318人，其中男性有1,162人，女性有1,156人，人口密度為每平方公里20.74人，住房計1,010戶。鎮區內的白人有2,119人，非裔美國人有63人，美洲原住民有19人，亞裔美國人有41人，太平洋島裔美國人有1人，其他種族有17人，混血種族則有58人。此外鎮區內有71人為西班牙裔或拉丁裔美國人。此鎮區之年齡中位數為46.5歲，而男性年齡中位數為46.6歲，女性年齡中位數為46.4歲。

## 交通

### 主要公路
- 59號美國國道
- 10號堪薩斯州州道